# Психички живот
Психички живот је унутрашњи, субјективни живот појединца сачињен од разноликих психичких свесних и несвесних појава, процеса, функција и стања.
Психички живот чине психички процеси (интелектуални, емоционални и вољни) као и психичке особине (навике, способности, темперамент и сл).